# Chantal Pichon
Pour les articles homonymes, voir Pichon.
 (mai 2021).
Chantal Pichon est une chercheuse française, spécialiste en biologie moléculaire et cellulaire. Ses travaux portent essentiellement sur le développement de systèmes de délivrance des acides nucléiques et améliorer la structure de ces derniers pour améliorer leur efficacité. À partir de 2005, Chantal Pichon a mené des recherches sur l'ARN messager et son utilisation comme vaccin contre le cancer. Son équipe mène également des projets pour exploiter l'ARN messager dans la régénération de l'os.
Grâce à ses travaux sur l'ARN, Chantal Pichon a été désignée comme l'une des cinquante Françaises et Français les plus influents au monde en 2021 par Vanity Fair.

## Biographie
Née à Madagascar, Chantal Pichon est arrivée en France à 17 ans. Elle a fait des études de biologie et de biochimie à Marseille.

## Travaux
À partir de 2005, les travaux de Chantal Pichon, en collaboration avec Patrick Midoux, se portent sur l'ARN messager. Leurs recherches ont pour but de mettre au point des vecteurs ; dans un premier temps, les cibles identifiées sont plutôt les cancers, avec pour but la mise au point de vaccins anti-tumoraux. Chantal Pichon encadre sur ce sujet l’équipe biologie cellulaire, cibles thérapeutiques et thérapies innovantes au CNRS.
Dans le cadre de la pandémie de Covid-19 et notamment de l’élaboration de vaccins permettant de la combattre, ces dispositifs innovants sont mis en lumière ; la chercheuse est amenée à expliquer à un public peu averti les principes sur lesquels ces vaccins fonctionnent et de lever les interrogations et les craintes,,.
Outre ses travaux sur l'ARN messager, Chantal Pichon s'intéresse également au rôle du microbiote cutané humain, notamment sur sa spécificité en fonction de chaque individu et de sa place sur le corps.

### Publications
Chantal Pichon a écrit ou co-écrit 208 articles, chapitres ou communications et a dirigé seize thèses.